# Höfchen (Hermeskeil)
Höfchen ist ein Ortsteil von Hermeskeil im Landkreis Trier-Saarburg in Rheinland-Pfalz.
Die Höhenlage beträgt bis zu 535 m über NHN.
Höfchen liegt an den Bundesstraßen 52 und 407 und nahe der Anschlussstelle Reinsfeld der Bundesautobahn 1.
Über die Landesstraße 151 besteht eine Anbindung in Richtung Trier.

## Geschichte
Die Gründung zweier Kolonien (Höfchen und Abtei) bei Hermeskeil ging aus einer preußischen Kabinettsorder über die Umsiedlung von Familien aus den überbevölkerten Waldhüttendörfern Damflos, Börfink, Muhl, Neuhütten und Züsch hervor. Die Lebensverhältnisse der Bewohner sollten so verbessert werden. Entsprechende Pläne gab es bereits seit 1819. Höfchen entstand in den 1830er Jahren auf der königlichen Forstparzelle Kellnereiwald, die vormals Bestandteil des kurfürstlichen Lascheider Hofes war. Die neue Gemarkung zwischen Hermeskeil und Reinsfeld nahm 34 Hektar Fläche ein. In Höfchen wurden 25 überwiegend aus Börfink, Damflos, Neuhütten und Muhl stammende Familien angesiedelt. Für das im Jahr 1834 an die Familien verloste Land wurde zehnjährige Pachtfreiheit und die spätere Kaufmöglichkeit des Siedlungslands mit Erbpachtrecht eingeräumt. Dafür bestand die Verpflichtung zur Niederlassung und zum Hausbau. Der 1835 amtlich verliehene Ortsname Wilhelmsfeld setzte sich nicht durch (ebenso wenig wie Friedrichsfeld für die Kolonie Abtei). Beide Kolonien erhielten von Beginn an einen eigenen Friedhof.
Bereits im Jahr 1844 sollten die Kolonien allmählich wieder aufgelöst werden. Das Vorhaben wurde 1851 wieder verworfen. Die Anzahl der Häuser in Höfchen blieb bis 1925 in etwa konstant (25), wobei die Zahl der Haushalte und Einwohner (1841: 162; 1871: 128; 1912/13: 152) schwankte. Ebenso gab es bauliche Veränderungen und Erneuerungen. Der Anfangsbestand zeichnete sich durch Lehmhütten (Doppelhäuser) aus, die später zunächst durch eingeschossige Quereinhäuser und etwa gegen Ende des 19. Jahrhunderts durch einen preußischen Musterhaustyp mit einem vierachsigen, eingeschossigen Wohnteil ersetzt wurden. Durch diese und weitere bauliche Veränderungen, darunter auch Zeilenfüllungen, ist die ursprüngliche Konzeption nicht mehr erkennbar. Eine Ausnahme bildet das Prinzip des Vorgartens und des rückwärtigen größeren Nutzgartens.
Die ehemals selbständige Gemeinde kam zusammen mit Abtei am 1. April 1931 zur Gemeinde Hermeskeil, die 1970 die Stadtrechte erhielt.

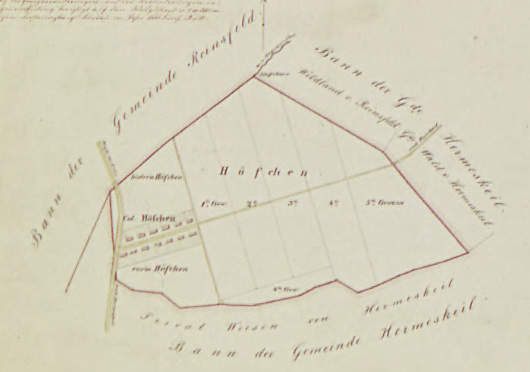
Karte der Kolonie Höfchen, 19. Jahrhundert
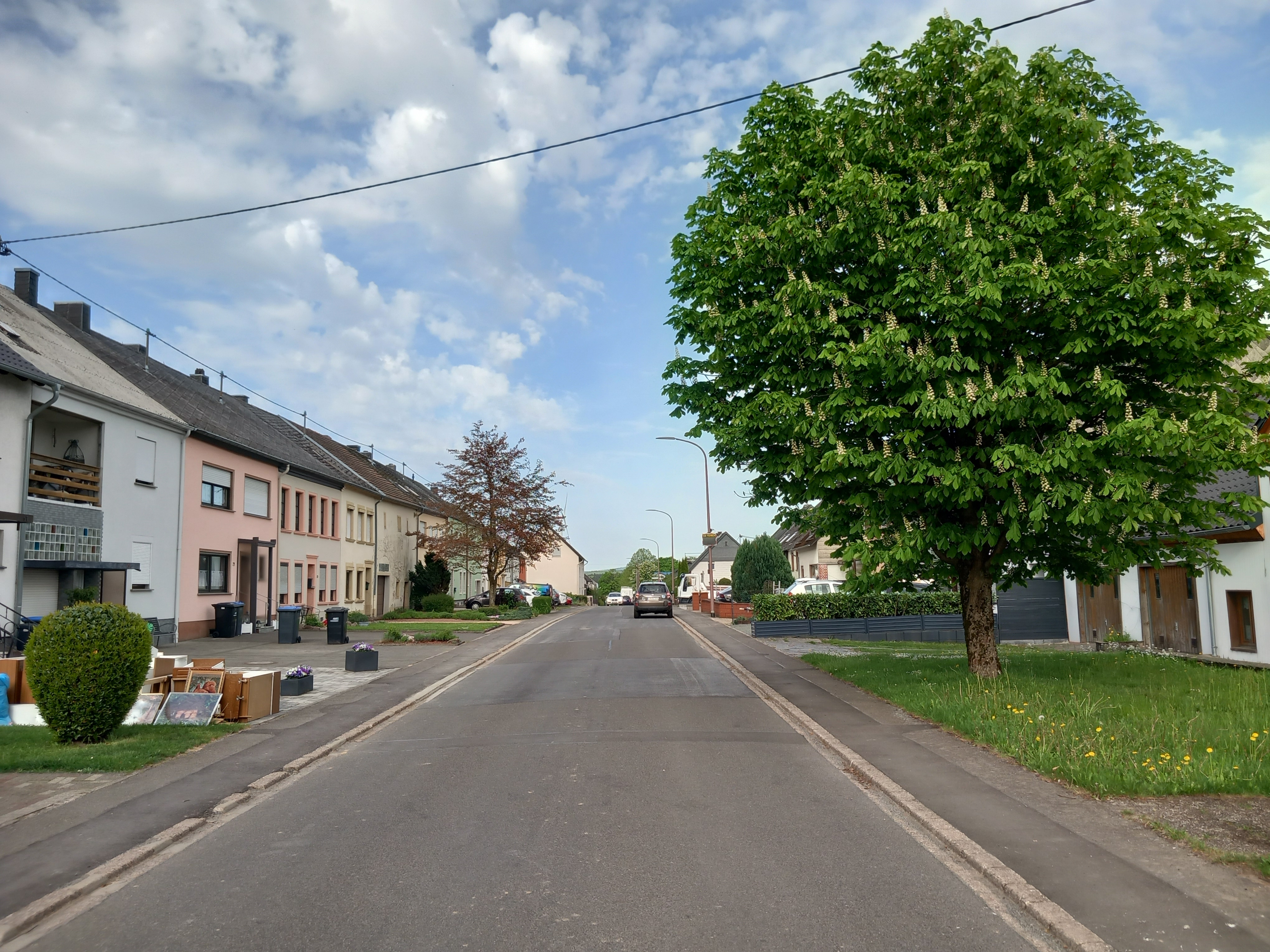
Die Friedrichstraße im alten Kern der Kolonie

## Kulturdenkmäler
In der Liste der Kulturdenkmäler in Hermeskeil ist für Höfchen die aus dem Jahr 1923 stammende Katholische Filialkirche St. Josef in der Friedrichstraße als Kulturdenkmal aufgeführt.